# Triaenodes florida
Triaenodes florida là một loài Trichoptera trong họ Leptoceridae. Chúng phân bố ở miền Tân bắc.